# Pyrgota fenestrata
Pyrgota fenestrata är en tvåvingeart som först beskrevs av Macquart 1851.  Pyrgota fenestrata ingår i släktet Pyrgota och familjen Pyrgotidae. Inga underarter finns listade i Catalogue of Life.